# Lagares (Penafiel)
Lagares is een plaats (freguesia) in de Portugese gemeente Penafiel en telt 2463 inwoners (2001).